# Дялу-Джоаджулуй
Дялу-Джоаджулуй (рум. Dealu Geoagiului) — село у повіті Алба в Румунії. Входить до складу комуни Интрегалде.
Село розташоване на відстані 292 км на північний захід від Бухареста, 25 км на північний захід від Алба-Юлії, 56 км на південь від Клуж-Напоки.

## Населення
За даними перепису населення 2002 року у селі проживали 82 особи, усі — румуни. Усі жителі села рідною мовою назвали румунську.